# VH1
A VH1 egy amerikai kábeltévé-csatorna, eredetileg könnyűzenei tematikával, az 1970-es évektől napjainkig szinte minden előadó videóját műsorra tűzte. Az amerikai változat később a reality műsorok felé fordult, más országokban megmaradt a zenei irányvonal. Az európai változat 2001-ben indult, 2021. augusztus 2-án az MTV 00s váltotta.

## Története

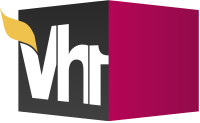
A 2003-tól 2014. május 28-ig használt logó.

1985. január 1-én indult az Egyesült Államokban az egy hónappal azelőtt megszűnt Cable Music Channel helyén. A társcsatorna MTV-vel ellentétben olyan videóklipeket játszottak, amelyek a kissé idősebb korosztály megnyerését célozta meg. A 2000-es évek elejétől, ahogy az MTV US-nél, úgy a VH1 US-nél is teljesen háttérbe szorultak a videóklipek, és a sztárokat előtérbe helyező valóságshow-kat sugároz.

### Egyesült Királyság
Európában a VH1 UK-t és a VH1 Germany-t indította el a Viacom. A két csatorna egy napon indult el 1995. március 10-én azzal a céllal, hogy alternatívát nyújtsanak az inkább fiatal-orientált MTV Europe-nak. Mindkét csatorna tematikája az 1960-as, az 1970-es, az 1980-as, és 1990-es évek slágerei voltak.
Az Egyesült Királyságban a VH1 UK a 25-44 év közötti korosztályt célozta meg, és "érett, kifinomult és teljesen stílusos célokat tűzött ki azok számára, akik még mindig fiatalok, és szeretnének kapcsolatot tartani a mai zenei jelennel." Az indulástól az 1990-es évek végéig a csatorna főként az 1980-as, és az 1990-es évek slágereit részesítette előnyben. Közben a VH1 UK is átvette az amerikai arculatot, így a VH1 UK neve is kiegészült a 'Music First' névvel. Fontos szerepet kaptak hétvégenként a tematikus napok, melynek keretében az egész aznapi műsorrendet egyetlen előadó (pl.: Jacksons-nap, Beautiful South-nap, Elton John-nap, Madonna-nap (utóbbi egy teljes koncertet is magában foglalt)), vagy műsor köré húzták fel (pl.: One Hit Wonders Weekend). 1999-ben átnevezték VH1 Export-ra, és adását immár egész Európában terjesztették. 
2001. május 1-én (mikor a VH1 Export, és a VH1 Germany összeolvasztásával létrejött a VH1 Europe) létrejött a csak az Egyesült Királyság, és Írország területén sugárzó VH1 UK & Ireland. 2017. november 24-étől december 26-ig a csatornát átnevezték VH1 Christmas-re és csak karácsonyi slágereket játszott. 2018. május 1-én a csatorna tematikát változtatott, és a VH1 US-hez hasonlóan valóságshow-kat, valamint régi MTV-sorozatokat kezdett el sugározni (a műsorokat elsősorban a VH1 US szolgáltatta, de az MTV US-ről, az MTV UK-ről, valamint a brit Channel 5-ról is vett át műsorokat). Kezdetben reggel és délelőtt maradtak a videóklipek, ezt azonban hamar felváltotta a non-stop valóságshow-kat sugárzó adásmenet (kivéve kora hajnalban, amikor – az MTV-csatornákhoz hasonlóan – televíziós vásárlást (teleshopping) sugároz). Ezek után bár 2018. november 9-én reggel ismét elindult a VH1 Christmas, a program átköltözött az MTV Rocks UK-re, és az MTV Classic UK-t felváltó MTV Xmas-el ellentétben egy nappal tovább december 27-én 6:00-ig sugározta a karácsonyi klipeket, ráadásul innentől kezdve VH1 néven (vagyis már 2 csatorna sugárzott VH1 néven) társcsatornája korábbi tematikáját használta egészen január 4-én 6:00-ig, amikor is visszaváltozott MTV Rocks UK-re. A következő évben ugyanez megismétlődött. Végül 2020. január 7-én a csatorna megszűnt.

### Németország
Németországban minden nap 20 és 6 óra között sugárzott a Nickelodeon UK-el osztott frekvencián az Astra műholdrendszerén. Kezdetben csak egy 4 órás műsorfolyamot sugárzott, amit aztán kétszer megismételtek. Működése 6 évében végig az 1985 és 1987 között használt amerikai arculatot használta (a 'Music First' logo ugyanis hasonlóságot mutatott a német közszolgálati televízió, az ARD 'Das Erste' nevű csatornájának logójával). Az induláskor sugárzott első videóklip a Kraftwerk 'Musique Non Stop' című száma volt. Az Eutelsat Hot Bird One műhold keleti irányú elindításának köszönhetően 1 hónappal később a csatorna adása 24 órásra bővült. 1995. július 1-én az MTV Europe-al együtt a VH1 Germany is kódolttá tette (addig szabadon vehető) adását, és innentől kezdve csak kábelszolgáltatókhoz történő előfizetés útján lehetett fogni a csatornát, egyuttal az Astra műholdon leállították a még mindig meglévő 12 órás, osztott sugárzást.  A csatorna az 1960-as, 1970-es, 1980-as, 1990-es évek külföldi és német slágereit sugározta. Kezdetben a legtöbb műsort a VH1 US-től vette át, többek közt a Storytellers-t, a Pop-Up Video-t, és a Behind The Music-ot, valamint rengeteg koncertfelvételt az archivumból, illetve élő adásokat pl. a VH1 Big In Award. A későbbiekben saját gyártású műsorok is készültek (pl.: Musikalische Quintett, Ronny's Pop Show, 360 Grad). A csatorna (viccesen csak VH-1DERLAND-ként emlegetett) weboldala néhány nappal az indulás előtt indult el. Ez volt a német televíziózás történetének első 'csatorna-honlapja'. A csatorna a kezdeti sikerek után 1996-ban mintegy 60 000 000 márka veszteséget termelt. Erre reagálva a csatorna vezetősége nyíltan megvitatta a csatorna esetleges átnevezését MTV2-ra, és ezzel együtt egy fiataloknak szóló műsorstruktúra bevezetését. A konkurens VIVA 11 nappal az induás után elindította VIVA Zwei nevű, a VH1 Germany-vel szinte azonos tematikát képviselő csatornáját. A csatorna vezetősége később felvetette a két csatorna összeolvasztását egy csatornává. Az ajánlatot az MTV-től akkor még teljesen független VIVA vezetősége elutasította. 1997 októberében a csatorna vezetése a költségvetés csökkentése mellett döntött. Ennek keretében előtérbe kerültek a videóklipek, és a VH1 US-től átvett programok. A saját gyártású műsorokat megszüntették, a munkaerő nagy részét elbocsátották. Két VJ, Alan Bangs és Susanne Reiman a 360 Grad című műsorban tiltakoztak a döntés ellen. Később a Ronny's Pop Show visszatért a csatornára. 1998-ban VH1 Text néven bevezetésre került a Teletext-szolgáltatás. 2000. augusztus 7-én a Bauer Media Group bejelentette, hogy 50%-kal bevásárolja magát a csatorna részvényeibe. Az új társtulajdonos tervei közt szerepelt a műsoridő 12 órásra történő visszavágása, a maradék időben egy új csatorna indítása a Bravo TV programjainak. 2000. december 11-én végül letettek ezen tervekről. 2001. május 1-én a VH1 Export és a VH1 Germany összeolvadásával létrejött a VH1 Europe, a VH1 Germany üresen maradt helyén pedig elindult az MTV2 Pop nevű csatorna, mely tematikáját tekintve inkább a fiatalokhoz szólt. A VH1 Germany megszűnéskor sugárzott utolsó klippje a Dire Straits 'Money For Nothing' című száma volt, az MTV2 Pop induláskor sugárzott első videóklipje pedig a Daft Punk 'One More Time' című száma volt.

### Európa
2003-ban a csatorna felvette mind a mai napig ikonikusnak számító "doboz-arculatát", műsorkínálata pedig kiegészült néhány, a VH1 US által gyártott tematikus, illetve reality műsorral. Zenei kínálatát pedig az új slágerek, valamint a  70-es, 80-as, 90-es évek slágerei alkották. Ikonikus műsorai közé tartoztak a So 80's, Smells Like The 90's, Smooth Wake Up, Aerobic, Sunday Soul, Top 10, VH1 Pop, VH1 Music, Friday Night Rocks, valamint a Boogie Nights című műsorai is. 2004. november 30-án elindult testvércsatornája, a VH1 Classic Europe. Michael Jackson 2009-es halálát követően a csatorna napokig a Popkirály slágereit sugározta.
A csatorna Magyarországon is rendkívül népszerű volt. Azonban 2008. október 1-én a Comedy Central magyar változata a VH1-nal közös frekvencián kezdte meg sugárzását. Ez azt jelentette, hogy innentől kezdve a VH1 egyes magyar kábelhálózatokon kizárólag 2:00 és 14:00 között volt látható, a fenn maradó időszakban a Comedy Central adása volt látható. Később 2009-ben a Comedy Central adásideje megszakításmentessé vált, és a VH1 adása is újra 24 órában elérhetővé vált. 2008-ban elindult a VH1 Jukebox című interaktív műsor, amelyben a nézők által a VH1 honlapján előre leadott "kívánságlistákat" sugározta, ráadásul a képernyő bal felső sarkán, az éppen aktuális lejátszási listát leadó személy neve, és származási országa is láthatóvá vált. A műsor mindössze 2 évet ért meg.
2010 őszén a csatorna egy kisebb ráncfelvarráson esett át. Ugyanis arculatát némileg módosították, megszűnt több ikonikus zenei műsor, az összes, a VH1 US-től átvett tematikus, illetve reality műsor, továbbá innentől kezdve a reklámblokk is kivezetésre került a csatornáról. Ekkor indult el a Guess The Year című műsor, amely a csatorna egyik legnépszerűbb műsorává vált. Ebben az időben olyan műsorok futottak, mint a Music For The Masses, a Then and Now, a Wild 80's, a 90's Revolution, a Saturday Night 80's Disco, valamint a VH1 Club.
2014. május 28-án a csatorna teljesen megújult. Teljesen új arculatot kapott (az ehhez tartozó, úgynevezett "music menu-k" már 2013 őszétől láthatóvá váltak a csatornán), amely megjelenésében hasonlított az amerikai változat legelső, 1985 és 1987 között használt arculatához, műsorrendje némileg átalakult, adása pedig (a Viacom európai csatornái közül utolsó előttiként) 4:3-asról 16:9-es képarányra váltott – innentől kezdve egyedül a VH1 Classic sugárzott 4:3-ban. Az ezt követő két évben fokozatosan kivezették a kínálatból a 60-as, és a 70-es évek slágereit, valamint a főbb zenei kínálatban is fokozatosan az újdonságokra, és az új évezredre helyezte a hangsúlyt. Elindult egyebek mellett a We Love The 00's, a We Love The 10's, az It Takes Two, a Huge Hits, a Top 50, a Top 100, a Total Pop Party, a Saturday Soundtrack, a Lazy Sunday Tunes, a This Weeks VH1 Top 10, később pedig a Timeless Tunes, és a Hits Don't Lie. 2016 December végén George Michael halálát követően a csatorna napokig a legendás popsztár slágereit sugározta. 2017-től a csatorna műsorrendje némileg átalakult. Az év folyamán megszűnt a Top 100, az It Takes Two, a Late Night Love, a Total Pop Party, és a Feelgood Friday, helyettük elindult a 2-4-1 Hits, a VH1 Chill, a Music Never Felt So Good, és a Saturday Night Party. 2018-ban ismét változott a műsorrend, amely végül ezen év őszén nyerte el utolsó, végleges szerkezetét. Megszűnt a VH1 Chill, a Music Never Felt So Good, a 2-4-1 Hits, a Saturday Night Party, és a Top 50, valamint elindult a Popstars, és a Sing-Along Of The Century. 2019 júniusának elején megszűnt a Popstars, a Rise And Shine With VH1, és a Sing-Along Of The Century, továbbá elindult a The Hits, és visszatért a Top 50.
Michael Jackson dalait 2019 tavaszától kezdődően, a 'Neverland elhagyása' című dokumentumfilm bemutatását követően (melyben a legendás előadót szexuális visszaéléssel vádolják) a csatorna hiátusba tette (akárcsak az összes MTV-csatorna), és a megszűnésig nem is játszotta többet őket. Később a hasonló vádakért elítélt R. Kelly dalai szintén tiltólistára kerültek.
2020. június 2-án közép európai idő szerint 20:00-kor a Black Lives Matter mozgalom tüntetéseivel szimpatizálva a Viacom EMEAA összes csatornája (így a VH1 is) 8 percre, és 46 másodpercre elsötétült. Ezután a csatorna Black Lives Matter címmel kizárólag fekete előadók slágereit sugározta.
2020. szeptemberében megszűnt a This Week's VH1 Top 10, és a We Love The 10's (bár a 2010-es évek slágerei továbbra is megtalálhatóak voltak a csatornán, azok hangsúlyosabb sugárzása innentől kezdve átkerült az MTV Hits-re), helyettük elindult a Class Of..., és a Songs Of The Century. 2020. október 5-én megszűnt a VH1 Classic Europe, és helyette elindult az MTV 80s Europe, amely innentől kezdve kizárólag a 80-as évek slágereit sugározza. Két nappal később a VH1 felvette az olasz verzió arculatát, innentől kezdve a daloknál csak az előadó, és a dal címét írták ki, és a kiírás a dal majdnem teljes egésze alatt láthatóvá vált a képernyőn, Valamint a brit Now-csatornák mintájára a dalok végén átvezető inzertet kapott. Év végén szilveszteri műsort sugárzott.

#### Megszűnése
Másnap viszont megkezdődött a csatorna fokozatos leépítése. 2021. január 1-én a csatorna szerkesztősége leállította az új slágerek felvételét a kínálatba, így a csatorna által sugárzott legfrissebb sláger Harry Styles 'Treat People With Kindness' című dala lett (később a The Hits című műsor Coldplay-re, illetve P!nk-re vonatkozó epizódjaihoz felvették a kínálatba a 'Higher Power', illetve a 'Cover Me In Sunshine' című dalokat). 2021 tavaszától a The Hits című műsorban kizárólag a 2000-es években meghatározó előadók epizódjait sugározták, a Class Of... című műsorban törölték a 2010-es évek éveit, a Top 50 című műsorban pedig kizárólag 2000-es évek tematikájú toplistákat adtak. 2021. május 12-én bejelentették, hogy a csatorna augusztus 1-től MTV 00s néven folytatja sugárzását. Ezzel összefüggésben 2021. június 5-től ismét módosult a csatorna műsora. 6 új, 2000-es évek tematikájú műsor indult el, a Guess The Year című műsorba felvették a 2010-es évek slágereit, valamint a csatorna 2000-es évekbeli zenei palettája jelentősen kibővült. 2021. augusztus 1-én közép európai idő szerint 5:00-kor a VH1 befejezte eredeti műsorstruktúrájának sugárzását. Azonban ezután egy technikai hiba miatt a csatorna egy nappal tovább sugárzott, de már az MTV 00s műsorrendje, és zenei rotációja alapján. Végül másnap reggel közép európai idő szerint 5:00-kor a VH1 valóban megszűnt, és felváltotta az MTV 00s. A csatorna által augusztus 1-én, még az eredeti műsorrend szerint sugárzott utolsó klipje a Lost Frequencies 'Are You With Me' című dala volt, illetve a csatorna által augusztus 2-án, már az MTV 00s műsorrendje szerint, de még VH1 néven sugárzott valóban utolsó klipje pedig a Red Hot Chilli Peppers 'Dani California' című száma volt.

## Utolsó műsorai
- Hits Don't Lie: A 2000-es évek, a 2010-es évek és 2020 legnagyobb slágerei.
- Guess The Year: Az 1980-as évek, az 1990-es évek, a 2000-es évek, és a 2010-es évek legnagyobb slágerei. A slágerek végén – a képernyő bal alsó sarkában – az adott sláger évszáma jelent meg.
- We Love The: 00's: A 2000-es évek legnagyobb slágerei.
- Songs Of The Century: A 2000-es évek, és a 2010-es évek legnagyobb slágerei
- Class Of...: 1 órán át 1, a 2000-es évtizedből kiválasztott év slágerei.
- Top 50: 2000-es évek-tematikus toplista minden héten más-más témával.
- The Hits: 1 órán át 1, a 2000-es években meghatározó előadó slágerei.
- Shuffle: A 2000-es évek, a 2010-es évek és 2020 legnagyobb slágerei.
- Loudest 00's Rock Anthems!: A 2000-es évek legnagyobb Rock slágerei.
- Hottest 00's Pop Hits!: A 2000-es évek legnagyobb Pop slágerei.
- Hottest 00's R'n'B Hits!: A 2000-es évek legnagyobb Rap, Hip-Hop, és R'n'B slágerei.
- Hottest 00's Dance Hits!: A 2000-es évek legnagyobb Dance, és elektronikus slágerei.
- Hottest 00's Collabs!: A 2000-es évek legnagyobb duettjei, és közreműködései.
- 00's Power Ballads!: A 2000-es évek legnagyobb szerelmes balladái.
- Non-Stop Nostalgia! (csak 2021. augusztus 1-én): A 2000-es évek legnagyobb slágerei.
- The 40 Greatest Hits! (csak 2021. augusztus 1-én): A 2000-es évek 40 legnagyobb slágere.
- Crazy In Love! (csak 2021. augusztus 1-én): A 2000-es évek legnagyobb szerelmes balladái.